# Epopterus vacuus
Epopterus vacuus es una especie de coleóptero de la familia Endomychidae.

## Distribución geográfica
Habita en la Guayana francesa en (América).